# Zdeněk Návrat
Zdeněk Návrat (Děhylov, Checoslovaquia; 25 de mayo de 1931-Radvanice, República Checa; 18 de septiembre de 2023) fue un jugador de hockey sobre hielo checo que jugó en la posición de ala derecha.

## Carrera

### Club
| Temporada | Club             | Liga  | Temporada Regular | Temporada Regular | Temporada Regular | Temporada Regular | Temporada Regular | Play off | Play off | Play off | Play off | Play off |
| Temporada | Club             | Liga  | J                 | G                 | A                 | P                 | PEN               | J        | G        | A        | P        | PEN      |
| --------- | ---------------- | ----- | ----------------- | ----------------- | ----------------- | ----------------- | ----------------- | -------- | -------- | -------- | -------- | -------- |
| 1949–50   | ZSJ Sokol VŽKG   | TCH   | —                 | —                 | —                 | —                 | —                 | —        | —        | —        | —        | —        |
| 1950–51   | ZSJ Sokol VŽKG   | TCH   | 12                | 4                 | 0                 | 4                 | —                 | —        | —        | —        | —        | —        |
| 1951–52   | ZSJ Sokol VŽKG   | TCH   | 13                | 6                 | 0                 | 6                 | —                 | —        | —        | —        | —        | —        |
| 1952–53   | TJ Baník VŽKG    | TCH   | 16                | 14                | 0                 | 14                | —                 | —        | —        | —        | —        | —        |
| 1953–54   | Rudá hvězda Brno | TCH   | 15                | 2                 | 2                 | 4                 | —                 | —        | —        | —        | —        | —        |
| 1954–55   | Rudá hvězda Brno | TCH   | 17                | 9                 | 8                 | 17                | —                 | —        | —        | —        | —        | —        |
| 1955–56   | Rudá hvězda Brno | TCH   | 18                | 12                | 5                 | 17                | —                 | —        | —        | —        | —        | —        |
| 1956–57   | Rudá hvězda Brno | TCH   | 25                | 17                | 9                 | 26                | —                 | —        | —        | —        | —        | —        |
| 1957–58   | Rudá hvězda Brno | TCH   | 16                | 8                 | 7                 | 15                | —                 | —        | —        | —        | —        | —        |
| 1958–59   | Rudá hvězda Brno | TCH   | 12                | 2                 | 0                 | 2                 | —                 | —        | —        | —        | —        | —        |
| 1959–60   | Rudá hvězda Brno | TCH   | 22                | 5                 | 1                 | 6                 | —                 | —        | —        | —        | —        | —        |
| 1960–61   | VŽKG Ostrava     | TCH-2 | —                 | —                 | —                 | —                 | —                 | —        | —        | —        | —        | —        |
| 1961–62   | VŽKG Ostrava     | TCH   | 32                | 11                | 0                 | 11                | —                 | —        | —        | —        | —        | —        |
| 1962–63   | VŽKG Ostrava     | TCH   | 28                | 13                | 0                 | 13                | —                 | —        | —        | —        | —        | —        |
| 1963–64   | VŽKG Ostrava     | TCH   | 31                | 8                 | 0                 | 8                 | —                 | —        | —        | —        | —        | —        |
| 1964–65   | VŽKG Ostrava     | TCH   | 18                | 3                 | 0                 | 3                 | —                 | —        | —        | —        | —        | —        |
| 1965–66   | VŽKG Ostrava     | TCH-2 | —                 | —                 | —                 | —                 | —                 | —        | —        | —        | —        | —        |
| Total     | Total            | Total | 275               | 114               | 32                | 146               | —                 | —        | —        | —        | —        | —        |

### Selección nacional
| Año  | Selección      | Torneo |   | J | G | A | P | PEN |
| ---- | -------------- | ------ | - | - | - | - | - | --- |
| 1956 | Checoslovaquia | JO     | 7 | 5 | 2 | 7 | 0 |     |

## Logros
- Primera Liga Checoslovaca de Hockey sobre Hielo (6): 1951/52, 1954/55, 1955/56, 1956/57, 1957/58, 1959/60.